# Clinanthus incarum
Clinanthus incarum là một loài thực vật có hoa trong họ Amaryllidaceae. Loài này được (Kraenzl.) Meerow mô tả khoa học đầu tiên năm 2000.